# El Cata
Edward Edwin Bello Pou (Barahona, conocido por su nombre artístico El Cata,es un cantante y compositor dominicano.

## Biografía

### Juventud
Es el segundo hijo de María Luisa Pou Betances. Tiene cuatro hermanas. A los cinco años emigró de República Dominicana a Puerto Rico y un año después a Miami, Florida, donde vivió hasta graduarse de Miami Beach Senior High School. 
Después de la secundaria se mudó con su familia a Nueva York en donde estudió música en el Bronx Community College. En Nueva York trabajó en una tienda de muebles, como también en el departamento de Medicare para el estado, y para un banco.
Después de vivir en Estados Unidos durante más de 20 años, regresó a República Dominicana.

### Carrera musical
En 1997, inició su carrera artística como solista e independiente grabando 2 canciones tituladas "El Nacu Nacu" y "Con La Lengua Afuera". En 2009 lanzó su primer álbum de estudio titulado El Malo a través de la discografía Allegro / Planet Records, que incluye los sencillos Loca Con Su Tiguere, Pa 'la Esquinita El Que Brilla Brilla, "Rabiosa" , entre otras. En ese mismo año también grabó un remix de Loca Con Su Tiguere con Voltio y Ñejo & Dálmata,  y más tarde para el año 2010 compartió créditos en el sencillo de Pitbull I Know You Want Me como coautor de la canción.
A partir de 2010, volvió a colaborar con Pitbull en el remix de la canción Watagatapitusberry del álbum Armando. La canción contó con el productor de discos Lil Jon con Sensato del patio y Black Point.
En ese mismo año la cantautora colombiana Shakira hizo una versión de su sencillo Loca, en el que también aparece rapeando. También aparece en la versión en español de la canción Rabiosadel álbum Sale el Sol. Estas colaboración lograron el cross over para el artista El Cata.
Durante los años 2014-24 "El Cata" a lanzado 67 sencillos para el Sello Lula Records en colaboración con «Los Dueños Del Negocio» También colaboró para algunos artistas del sello «Farandula Records», entre otros sencillos. Este es el sencillo más recienta de "El Cata" "DE GUARO EN GUARO" www.youtube.com/watch?v=aqvjEWshhDg
|fecha=2024-12-02|sitioweb= www.elcatamusic.com|idioma=es}}
Edward Edwin Bello Pou, (Barahona, República Dominicana, 5 de diciembre de 1983) más conocido por su nombre artístico El Cata, es un cantante y compositor dominicano.